# ربعي بن رافع
ربعي بن رافع بن زيد بن حارثة البلوي صحابي جليل من قبيلة بلي وهو حليف لبني عمرو بن عوف من الأوس شهد مع النبي محمد ﷺ غزوة بدر قال ابن عبد البر: «ربعي بن رافع بن زيد بن حارثة بن الجد بن العجلان بن ضبيعة من بلي، حليف لبني عمرو بن عوف شهد بدراً».

## نسبه
قال ابن حجر هو ربعي بن أبي رافع واسمه رافع بن يزيد بن حارثة بن الجد بن العجلان بن حارثة بن ضبيعة بن حرام بن جعل بن عمرو بن جشم بن وذم بن ذبيان بن هميم بن ذهل بن هني بن بلي البلوي وهم حلفاء بني زيد بن مالك بن عوف بن مالك بن الأوس من الأنصار.